# Linophryne
Linophryne é um género de peixes da família Linophrynidae da ordem Lophiiformes.

## Espécies
Na sua presente circunscrição taxonômica, o género inclui 22 espécies validamente descritas:
- Linophryne algibarbata Waterman, 1939
- Linophryne andersoni Gon, 1992
- Linophryne arborifera Regan, 1925
- Linophryne arcturi Beebe, 1926
- Linophryne argyresca Regan & Trewavas, 1932
- Linophryne bicornis A. E. Parr, 1927
- Linophryne bipennata Bertelsen, 1982
- Linophryne brevibarbata Beebe, 1932
- Linophryne coronata A. E. Parr, 1927
- Linophryne densiramus S. Imai, 1941
- Linophryne escaramosa Bertelsen, 1982
- Linophryne indica A. B. Brauer, 1902
- Linophryne lucifer Collett, 1886
- Linophryne macrodon Regan, 1925
- Linophryne maderensis Maul, 1961
- Linophryne parini Bertelsen, 1980
- Linophryne pennibarbata Bertelsen, 1980
- Linophryne polypogon Regan, 1925
- Linophryne quinqueramosus Beebe & Crane, 1947
- Linophryne racemifera Regan & Trewavas, 1932
- Linophryne sexfilis Bertelsen, 1973
- Linophryne trewavasae Bertelsen, 1978

## Registo fóssil
Um fóssil que aparenta pertencer a L. indica foi encontrado em estratos do Mioceno de Los Angeles, Califórnia, em conjunto com fósseis da espécie filogeneticamente próxima Borophryne apogon, durante escavações pra construção de uma linha de metro.